# Dyscia fagaria
Dyscia fagaria là một loài bướm đêm trong họ Geometridae.

## Hình ảnh

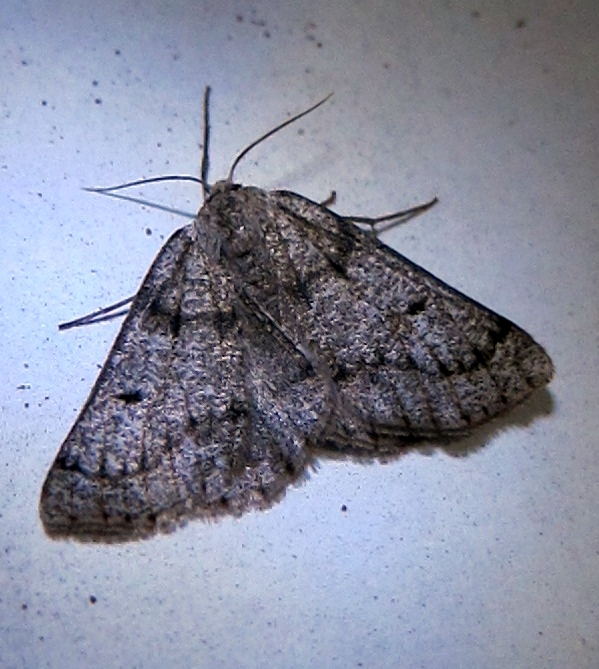